# Peter Babej
Peter Babej (25. července 1900 Štefurov – 19. listopadu 1979 Prešov) byl československý politik ukrajinské národnosti ze Slovenska, poválečný poslanec Prozatímního Národního shromáždění za Ukrajinskou národní radu Prjaševčiny, později poslanec Ústavodárného Národního shromáždění a Národního shromáždění ČSR za Komunistickou stranu Slovenska (KSS), respektive Komunistickou stranu Československa.

## Biografie
Už za první republiky se angažoval v komunistickém hnutí mezi Rusíny na Slovensku. Za Slovenského státu působil v komunistickém odboji v okrese Giraltovce. Byl vězněn v Ilavě. Na sjezdu v Prešově v březnu 1945 byl zvolen místopředsedou Ukrajinské národní rady.
V letech 1945–1946 byl poslancem Prozatímního Národního shromáždění za Ukrajinskou národní radu Prjaševčiny. V parlamentních volbách v roce 1946 se stal poslancem Ústavodárného Národního shromáždění, nyní již za KSS. Mandát obhájil v parlamentních volbách v roce 1948 a do roku 1954 zasedal v Národním shromáždění.
V letech 1945–1949 byl předsedou Okresního národního výboru v Giraltovcích. V roce 1950 se angažoval v kampani za přechod slovenských Ukrajinců (Rusínů) z Řeckokatolické církve na pravoslaví. V roce 1953 byl obviněn z „ukrajinského buržoazního nacionalismu“.